# San Gregorio VII (titolo cardinalizio)
San Gregorio VII (in latino: Titulus Sancti Gregorii VII) è un titolo cardinalizio istituito da papa Paolo VI il 17 aprile 1969. Il titolo insiste sulla chiesa di San Gregorio VII.
Dal 24 novembre 2012 il titolare è il cardinale Isaac Cleemis Thottunkal, arcivescovo maggiore di Trivandrum dei siro-malankaresi.

## Titolari
- Eugênio de Araújo Sales (30 aprile 1969 - 9 luglio 2012 deceduto)
- Isaac Cleemis Thottunkal, dal 24 novembre 2012